# Сергиенко, Владимир Владимирович
Влади́мир Влади́мирович Сергие́нко (род. 23 мая 1971, Львов, УССР, СССР) — российско-украинский писатель и пророссийский активист.

## Биография
Владимир Сергиенко вырос во Львове на западе Украины, поэтому говорит на русском, украинском и польском языках. С 1991 года жил с перерывами в Германии и Москве. Сергиенко является редактором нескольких антологий и работал автором в средствах массовой информации Junge Welt и Telepolis.
В России и русскоязычной Европе он особенно известен своей радиопередачей «Еврозона», которая выходит три раза в неделю на государственном радио «Вести ФМ». Сергиенко — постоянный гость ток-шоу российского телевидения, в том числе программы «Воскресный вечер с Владимиром Соловьёвым» российского ведущего Владимира Рудольфовича Соловьёва.
С 2017 по 2021 год Сергиенко работал неполный рабочий день у члена Бундестага от АдГ Ульриха Эме в качестве сотрудника в его избирательном офисе в Лимбах-Оберфроне Сергиенко ранее состоял в среде Левой партии и в 2018 году давал интервью украинскому политику Леониду Кожаре для левой ежедневной газеты Junge Welt. Вместе с Ульрихом Эме Сергиенко 5 сентября 2021 года основал Институт социальных исследований gGmbH (IfG) в Хемнице, счет которого также используется для обработки пожертвований для ассоциации Vadar. Кроме того, Сергиенко профессионально работает в страховой компании Ульриха Эме Assimulo в должности «Директора по международным связям».
В июне 2022 года Сергиенко вместе с активными и бывшими членами Бундестага от АдГ основал в Хемнице «Ассоциацию по защите от дискриминации и изоляции русско-немцев и русскоязычных сограждан в Германии» (Vadar eV) . Согласно реестру ассоциации, в число учредителей Vadar входят заместитель федерального казначея АдГ Харальд Вейель, член Бундестага от АдГ Ойген Шмидт, бывший член Бундестага Ульрих Оме, а также Ольга Петерсен и Гуннар Линдеманн. По собственным заявлениям, ассоциация финансировала юридическое представительство пророссийской влиятельной персоны Алины Липп и выступает против запрета Германии на символ Z . В Telegram ассоциация дает критическую оценку официальной европейской позиции по российско-украинской войне. Сергиенко до 2022 года был президентом российского отделения писательского объединения ПЕН , членство которого в настоящее время приостановлено. По словам генерального секретаря ПЕН-клуба Регулы Венске, Сергиенко (цитата) «явно вел пропаганду агрессивной войны Путина против Украины, которая нарушает международное право» и якобы призывал к разрушению столицы Киева.
Сергиенко имеет украинское, российское и с ноября 2022 года немецкое гражданство Во время таможенной проверки при въезде в Германию из России у Сергиенко помимо крупной суммы наличных был обнаружен российский паспорт. Поскольку Сергиенко скрыл свое российское гражданство в рамках процесса натурализации в Германии в ноябре 2022 года, Внутренний сенат Берлина отменил предоставление немецкого гражданства. Сергиенко тогда подал возражение против лишения его немецкого гражданства. Соответствующая процедура в Административном суде Берлина все ещё продолжается (по состоянию на февраль 2024 г.).
Сергиенко работал помощником депутата от АдГ Ойгена Шмидта в Бундестаге «переводчиком и в сфере СМИ». В ноябре 2023 года стало известно, что администрация Бундестага изъяла у него удостоверение личности и назначила ещё одну проверку безопасности.

## Возможные контакты с российскими спецслужбами
Согласно исследованию Der Spiegel и The Insider, Сергиенко в течение длительного времени находился в тесном контакте с полковником Ильей Вечтомовым, сотрудником российской внутренней секретной службы ФСБ, что можно подтвердить известными историями разговоров связного. сервис, после чего Сергиенко пожаловался, что его общение взломали. В беседе с полковником ФСБ говорится, что в сообщении от 1 марта 2023 года речь шла о возбуждении и финансировании иска парламентской группы АдГ против поставок немецкого оружия в Украину. В июле 2023 года парламентская группа АдГ действительно подала подобный иск в Федеральный конституционный суд, но отрицала, что он основан на усилиях российской спецслужбы или её финансировании. Сергиенко опроверг обвинения в том, что является агентом влияния Москвы.

## Лишение немецкого гражданства
Владимир Сергиенко был лишен гражданства Германии на законных основаниях, так как в процессе натурализации утаил от властей, что у него имеется российское гражданство, сообщил «Der Spiegel». Суд решил, что Сергиенко обманул власти Германии.
Подавая в 2019 году заявление на получение гражданства ФРГ, Владимир Сергиенко указал, что у него имеется лишь гражданство Украины. В ноябре 2022 года его ходатайство удовлетворили, «несмотря на серьёзные опасения органов безопасности», которые подозревали, что Сергиенко связан с российскими спецслужбами. Но год спустя берлинский сенат по внутренним делам аннулировал его натурализацию, после того как во время проверки в аэропорту Гамбурга сотрудники таможни и федеральной полиции обнаружили у него паспорт гражданина России.
В январе 2024 года Сергиенко обжаловал лишение гражданства в административном суде Берлина, тот в итоге отклонил жалобу. По данным издания Der Spiegel, в феврале Сергиенко уволился с работы и сейчас живёт в России.

## Контакты с российскими СМИ и политиками
Сергиенко поддерживает контакты с российскими публичными личностями, такими как Владимир Соловьев, Маргарита Симоньян и Мария Бутина. В июле 2023 года он также встретился с представителями Фонда поддержки и защиты прав соотечественников, проживающих за рубежом, основанного президентом России Владимиром Путиным, который в июне 2023 года был внесен Евросоюзом в санкционный список. По мнению ЕС, он намеренно разделяет общество в ЕС. Всего с 2020 по 2022 год Сергиенко ездил в Россию около 24 раз. По данным Spiegel, ссылающегося на некие российские документы, у Сергиенко есть адрес проживания в Москве. Указанный работодатель — Минобороны России. Более того, Сергиенко несколько раз появлялся в телепрограмме Минобороны в качестве интервьюируемого.
В феврале 2024 года Евгений Шмидт объявил, что Сергиенко больше не будет работать у него в качестве офисного служащего по его собственному желанию, поскольку отчеты сделают для него невозможным работу Сергиенко.

## Санкции
Внесен в санкционные списки Евросоюза в декабре 2024 года.

## Награды
Сергиенко является почетным профессором Университета мировых цивилизаций им. В.В. Жириновского.

## Произведения
- Russisch fluchen. Aus dem Russ. von Nelly Möller. Eulenspiegel-Verlag, Berlin 2013, ISBN 978-3-359-02383-8.
- Europas offene Wunde. FiftyFifty, Frankfurt/Main 2020, ISBN 978-3-946778-17-2.